# Валід Салем
Валід Салем (араб. وليد سالم إدويريج اللامي‎, нар. 5 січня 1992) — іракський футболіст, півзахисник і захисник клубу «Аль-Шурта» та національної збірної Іраку.

## Клубна кар'єра
У дорослому футболі дебютував 2011 року виступами за команду клубу «Аль-Кахраба», в якій провів один сезон, взявши участь у 21 матчі чемпіонату. Більшість часу, проведеного у складі У складі, був основним гравцем команди.
Протягом 2012 року недовго захищав кольори команди клубу «Ербіль».
До складу клубу «Аль-Шурта» приєднався 2012 року. Відтоді встиг відіграти за багдадську команду 60 матчів в національному чемпіонаті.

## Виступи за збірні
З 2012 року залучався до складу молодіжної збірної Іраку. На молодіжному рівні зіграв у 2 офіційних матчах.
11 вересня 2012 року дебютував в офіційних матчах у складі національної збірної Іраку в матчі відбору на чемпіонат світу проти збірної Японії (0:1), відігравши увесь матч.
У складі збірної був учасником кубка Азії з футболу 2015 року в Австралії, на якому зіграв в усіх шести матчах, а в грі за третє місце навіть забив гол у ворота збірної ОАЕ (перший у кар'єрі), проте він не допоміг іракцям здобути бронзові нагороди — вони в підсумку програли 2:3.
Наразі провів у формі головної команди країни 30 матчів, забивши 1 гол.

## Титули і досягнення
- Чемпіон Іраку: 2012–13, 2013-14, 2018–19, 2021-22
- Володар Суперкубка Іраку: 2019, 2022